# Eleição municipal de Marília em 2024
A eleição municipal da cidade brasileira de Marília em 2024 ocorreu no dia 6 de outubro com o objetivo de eleger um prefeito, um vice-prefeito e 17 vereadores responsáveis pela administração da cidade no mandato a se iniciar em 1° de janeiro de 2025 e com término em 31 de dezembro de 2028. Como o município não possui 200 mil eleitores, a disputa foi realizada em turno único. O prefeito titular era Daniel Alonso, do PL, eleito em 2020 pelo PSDB, que não pôde concorrer à reeleição por estar em seu segundo mandato consecutivo.
No primeiro turno, realizado em 6 de outubro, Vinícius Camarinha, candidato pelo PSDB, foi eleito com 62.050 votos (54,73% dos votos válidos), seguido de Ricardinho Mustafa, candidato pelo PL, que recebeu 22.713 votos (20,03%). Pela Câmara Municipal, Fabiana Camarinha, do PODE, foi a vereadora mais votada da cidade, com 4.281 votos (3,77% dos votos válidos); o partido que teve mais assentos na câmara legislativa foi o PP, com 3 cadeiras.

## Calendário eleitoral
| Início        | Fim           | Atividades | Status    |
| ------------- | ------------- | --- | --------- |
| 7 de março    | 5 de abril    | Janela partidária para vereadores trocarem de partido visando concorrer às eleições sem perder o mandato. | Realizado |
| 6 de abril    | 6 de abril    | Data-limite para todas as legendas e federações partidárias obterem o registro dos estatutos no TSE e para todos os candidatos terem domicílio eleitoral na circunscrição em que desejam disputar as eleições com a filiação deferida pelo partido. | Realizado |
| 15 de maio    | 15 de maio    | Início da campanha de arrecadação prévia de recursos na modalidade de financiamento coletivo para pré-candidatos, sem realização de pedidos de voto e obedecendo a regras relativas à propaganda eleitoral na Internet.                             | Realizado |
| 20 de julho   | 5 de agosto   | Realização de convenções partidárias para deliberar sobre coligações e escolher candidatos às prefeituras e aos cargos de vereador. Os partidos têm até 15 de agosto para registrar os nomes na Justiça Eleitoral.                                  | Realizado |
| 16 de agosto  | 16 de agosto  | Início das campanhas eleitorais de forma igualitária, podendo qualquer publicidade ou manifestação com pedido explícito de voto antes da data ser considerada irregular e multada.                                                                  | Realizado |
| 30 de agosto  | 3 de outubro  | Veiculação da propaganda eleitoral gratuita no rádio e na televisão. | Realizado |
| 6 de outubro  | 6 de outubro  | Realização do primeiro turno das eleições municipais. | Realizado |
| 11 de outubro | 25 de outubro | Veiculação da propaganda eleitoral gratuita no rádio e na televisão para o segundo turno. | Realizado |
| 27 de outubro | 27 de outubro | Realização de um eventual segundo turno nas cidades com mais de 200 mil eleitores em que o candidato a prefeito mais votado não tenha atingido a metade mais um dos votos válidos.                                                                  | Realizado |

## Candidatos à prefeitura
Entre os dias 20 de julho e 5 de agosto, segundo determina a lei eleitoral, os partidos definiram os seus candidatos que estão relacionados na tabela abaixo: 
| Nº | Prefeito(a)  | Prefeito(a)        | Prefeito(a)              | Prefeito(a)                                  | Vice-prefeito(a) | Vice-prefeito(a) | Vice-prefeito(a)     | Vice-prefeito(a)  | Vice-prefeito(a)                  | Coligação Partido(s)                                                              | Ref.  |
| Nº | Candidato(a) | Candidato(a)       | Partido Federação        | Cargos relevantes                            | Candidato(a)     | Candidato(a)     | Candidato(a)         | Partido Federação | Cargos relevantes                 | Coligação Partido(s)                                                              | Ref.  |
| -- | ------------ | ------------------ | ------------------------ | -------------------------------------------- | ---------------- | ---------------- | -------------------- | ----------------- | --------------------------------- | --------------------------------------------------------------------------------- | ----- |
| 22 |              | Ricardinho Mustafa | PL                       | - Advogado                                   |                  |                  | Juliano da Campestre | PRD               | - Empresário                      | Marília é Deus, Pátria, Família Amor e Liberdade PL, PRD, DC, MOBILIZA e PSB      | [ 7 ] |
| 28 |              | João Pinheiro      | PRTB                     | - Empresário                                 |                  |                  | Rafa Amadeu          | PDT               | - Empresário                      | Renova Marília PRTB e PDT                                                         | [ 7 ] |
| 29 |              | Lilian Miranda     | PCO                      | - Professora de Ensino Médio                 |                  |                  | Alexandre Medina     | PCO               | - Professor de Ensino Médio       | Sem coligação                                                                     | [ 7 ] |
| 30 |              | Garcia da Hadassa  | NOVO                     | - Empresário                                 |                  |                  | Eduardo Nascimento   | Republicanos      | - Administrador                   | Juntos Pelo Renascimento de Marília NOVO, Republicanos e UNIÃO                    | [ 7 ] |
| 45 |              | Vinícius Camarinha | PSDB Fed. PSDB Cidadania | - Deputado estadual de São Paulo (2019–2024) |                  |                  | Rogerinho            | PP                | - Vereador de Marília (2021–2024) | Marília Que Cuida Fed. PSDB Cidadania, PP, MDB, PODE, PSD, Avante e Solidariedade | [ 7 ] |
| 50 |              | Nayara Mazini      | PSOL Fed. PSOL REDE      | - Enfermeira                                 |                  |                  | Henrique Neves       | PT FE Brasil      | - Advogado                        | Marília de Todas as Lutas Fed. PSOL REDE e FE Brasil (PT, PCdoB e PV)             | [ 7 ] |

## Resultados

### Prefeito
| Candidato(a) a prefeito  | Candidato(a) a prefeito   | Candidato(a) a vice-prefeito      | Primeiro turno 6 de outubro de 2024 | Primeiro turno 6 de outubro de 2024 |
| Candidato(a) a prefeito  | Candidato(a) a prefeito   | Candidato(a) a vice-prefeito      | Total                               | Percentagem                         |
| ------------------------ | ------------------------- | --------------------------------- | ----------------------------------- | ----------------------------------- |
|                          | Vinícius Camarinha (PSDB) | Rogerinho (PP)                    | 62.050                              | 54,73%                              |
|                          | Ricardinho Mustafa (PL)   | Junior da Campestre (PRD)         | 22.713                              | 20,03%                              |
|                          | Garcia da Hadassa (NOVO)  | Eduardo Nascimento (Republicanos) | 18.625                              | 16,43%                              |
|                          | Nayara Mazini (PSOL)      | Henrique Neves (PT)               | 6.414                               | 5,66%                               |
|                          | João Pinheiro (PRTB)      | Rafa Amadeu (PDT)                 | 3.397                               | 3%                                  |
|                          | Lilian Miranda (PCO)      | Alexandre Medina (PCO)            | 171                                 | 0,15%                               |
| Total de votos válidos   | Total de votos válidos    | Total de votos válidos            | 113.370                             | 113.370                             |
| Votos apurados           |                           |                                   |                                     |                                     |
| Votos válidos            | Votos válidos             | Votos válidos                     | 113.370                             | 89,09%                              |
| Votos em branco          | Votos em branco           | Votos em branco                   | 6.087                               | 4,78%                               |
| Votos nulos              | Votos nulos               | Votos nulos                       | 7.793                               | 6,12%                               |
| Total de votos apurados  | Total de votos apurados   | Total de votos apurados           | 127.250                             | 127.250                             |
| Eleitores                |                           |                                   |                                     |                                     |
| Comparecimentos          | Comparecimentos           | Comparecimentos                   | 127.250                             | 73,62%                              |
| Abstenções               | Abstenções                | Abstenções                        | 45.593                              | 26,38%                              |
| Total de eleitores aptos | Total de eleitores aptos  | Total de eleitores aptos          | 172.843                             | 172.843                             |
| Total de seções: 611     |                           |                                   |                                     |                                     |
| Fonte: TSE               |                           |                                   |                                     |                                     |

### Vereadores eleitos
| Candidato(a) | Candidato(a)                | Partido       | Votos | Votos |
| Candidato(a) | Candidato(a)                | Partido       | Total | %     |
| ------------ | --------------------------- | ------------- | ----- | ----- |
|              | Fabiana Camarinha           | PODE          | 4.281 | 3,77% |
|              | Guilherme Bks Burcão        | DC            | 3.420 | 3,01% |
|              | Agente Federal Junior Féfin | UNIÃO         | 2.657 | 2,34% |
|              | Daniel da Saúde             | PSDB          | 2.409 | 2,12% |
|              | Engenheiro Nardi            | Cidadania     | 2.070 | 1,82% |
|              | Thiaguinho                  | PP            | 2.042 | 1,80% |
|              | Dr. Élio Ajeka              | PP            | 1.974 | 1,74% |
|              | Vania Ramos                 | Republicanos  | 1.945 | 1,71% |
|              | Professora Daniela          | PL            | 1.875 | 1,65% |
|              | Marcos Custódio             | PSDB          | 1.800 | 1,59% |
|              | Professor Galdino da Unimar | Cidadania     | 1.752 | 1,54% |
|              | Delegado Damasceno          | PL            | 1.621 | 1,43% |
|              | João do Bar                 | PSD           | 1.553 | 1,37% |
|              | Delegada Rossana Camacho    | PSD           | 1.436 | 1,27% |
|              | Batata Corredato            | PP            | 1.411 | 1,24% |
|              | Chico do Açougue            | Avante        | 1.294 | 1,14% |
|              | Mauro Cruz                  | Solidariedade | 1.146 | 1,01% |